# Okręg wyborczy Lincoln
Okręg wyborczy Lincoln powstał w 1265 r. i wysyłał do angielskiej, a później brytyjskiej, Izby Gmin dwóch deputowanych. W 1885 r. liczbę mandatów przypadających na okręg zmniejszono do jednego. Okręg obejmuje miasto Lincoln i okoliczne wsie.

## Deputowani do brytyjskiej Izby Gmin z okręgu Lincoln

### Deputowani w latach 1660–1885
- 1660–1661: John Monson
- 1660–1689: Thomas Meres
- 1661–1664: Robert Bolles
- 1664–1675: John Monson
- 1675–1681: Henry Monson
- 1681–1685: Thomas Hussey
- 1685–1689: Henry Monson
- 1689–1690: Christopher Nevile
- 1689–1695: Edward Hussey
- 1690–1702: John Bolles
- 1695–1698: William Monson
- 1698–1701: Edward Hussey
- 1701–1701: Thomas Meres
- 1701–1705: Edward Hussey
- 1702–1710: Thomas Meres
- 1705–1715: Thomas Lister
- 1710–1713: Richard Grantham
- 1713–1715: John Sibthorpe
- 1715–1727: John Tyrwhitt
- 1715–1722: Richard Grantham
- 1722–1728: John Monson
- 1727–1734: Charles Hall
- 1728–1734: John Tyrwhitt
- 1734–1754: Charles Monson
- 1734–1741: Coningsby Sibthorpe
- 1741–1747: John de la Fontaine Tyrwhitt
- 1747–1754: Coningsby Sibthorpe
- 1754–1768: George Monson
- 1754–1761: John Chaplin
- 1761–1768: Coningsby Sibthorpe
- 1768–1774: Thomas Scrope
- 1768–1774: Constantine Phipps
- 1774–1780: George Lumley-Saunderson, wicehrabia Lumley
- 1774–1784: Robert Vyner
- 1780–1783: homas Clarges
- 1783–1796: John Fenton-Cawthorne
- 1784–1790: Richard Lumley-Savile
- 1790–1796: Robert Hobart, torysi
- 1796–1800: George Rawdon
- 1796–1812: Richard Ellison
- 1800–1806: Humphrey Sibthorp
- 1806–1808: William Monson
- 1808–1812: John Savile, 2. hrabia Mexborough
- 1812–1818: John Nicholas Fazakerley
- 1812–1814: Henry Sullivan
- 1814–1822: Coningsby Waldo-Sibthorpe
- 1818–1820: Ralph Bernal
- 1820–1826: Robert Percy Smith
- 1822–1826: John Williams
- 1826–1830: John Nicholas Fazakerley
- 1826–1832: Charles Delaet Waldo Sibthorp
- 1830–1831: John Fardell
- 1831–1835: George Fieschi Heneage
- 1832–1841: Edward Bulwer-Lytton, Partia Konserwatywna
- 1835–1856: Charles Delaet Waldo Sibthorp
- 1841–1847: William Rickford Collett
- 1847–1848: Charles Seely
- 1848–1852: Thomas Benjamin Hobhouse
- 1852–1862: George Fieschi Heneage
- 1856–1861: Gervaise Tottenham Waldo Sibthorp
- 1861–1885: Charles Seely
- 1862–1865: John Bramley-Moore
- 1865–1868: Edward Heneage, Partia Liberalna
- 1868–1874: John Hinde Palmer
- 1874–1880: Edward Chaplin
- 1880–1884: John Hinde Palmer
- 1884–1885: Joseph Ruston

### Deputowani po 1885
- 1885–1886: Charles Seely
- 1886–1892: Frederick Kerans
- 1892–1895: William Crosfield
- 1895–1906: Charles Hilton Seely
- 1906–1918: Charles Henry Roberts
- 1918–1924: Alfred Davies, Partia Konserwatywna
- 1924–1931: Robert Arthur Taylor, Partia Pracy
- 1931–1945: Walter Liddall, Partia Konserwatywna
- 1945–1950: George Deer, Partia Pracy
- 1950–1962: Geoffrey de Freitas, Partia Pracy
- 1962–1974: Dick Taverne, Partia Pracy, od 1973 r. niezależny
- 1974–1979: Margaret Jackson, Partia Pracy
- 1979–1997: Kenneth Carlisle, Partia Konserwatywna
- 1997–: Gillian Merron, Partia Pracy